# Голубева, Людмила Ивановна
Людмила Ивановна Голубева (латыш. Ludmila Golubeva; 1 июня 1927, Ленинград, СССР — 28 апреля 2023, Рига, Латвия) — советская и латвийская актриса театра и кино. Заслуженная артистка Латвийской ССР (1979), кавалер ордена Трёх звёзд (2011).

## Биография
Родилась 1 июня 1927 года. В детстве занималась в хоре и балетной студии. В 1948 году окончила актёрскую студию при Ленинградском театре юного зрителя и была принята в его труппу. Сотрудничала с Ленинградской филармонией.
С 1956 года — актриса Рижского русского театра.
Скончалась 28 апреля 2023 года на 96-м году жизни в Риге.

## Награды
- Заслуженная артистка Латвийской ССР (1979).
- Кавалер ордена Трёх звёзд (Латвия, 2011).

## Театральные работы

### Рижский русский театр
- «Не всё коту масленица» — Маланья
- «Ретро» — Нина Воронкова
- «Дни портных в Силмачах» — Бебене
- «Закат» И. Бабеля — мадам Попятник
- «Чонкин» — баба Дуня
- «Царевич Алексей» Д. Мережковского — Марфа
- «Камера обскура» — хозяйка комнаты
- «Касатка» — Анна Ополосовна
- «Соколы и вороны» — Лизавета Фоминична
- «Игра с кошкой» — тётушка
- «Онегин, добрый мой приятель» — няня
- «Священные чудовища» — Люлю
- «Господин Пунтила и его слуга Матти» Б. Брехта — официантка-ветеринарша
- «Аленький цветочек» — няня
- «Жасмин» — Гертруда
- «Спектакль-капустник» — молодая актриса
- «Любовь как диагноз» — пациентка
- «Калека с острова Инишмаан» — Кейт

## Фильмография
1. 1949 — Звезда — радистка
2. 1955 — Дело Румянцева — Люба, студентка, подруга Клавдии
3. 1955 — Чужая родня — Мария
4. 1956 — Крутые горки — Зинка
5. 1961 — Карьера Димы Горина — член бригады Березки
6. 1964 — Армия «Трясогузки» (латыш. Cielaviņas armija) — женщина на рынке
7. 1976 — Мастер (латыш. Meistars) — Зося
8. 1985 — Салон красоты — эпизод
9. 1988 — Всё нормально (латыш. Viss kārtībā, Латвия)
10. 1989 — Песнь, наводящая ужас (латыш. Dziesma, kas iedveš šausmas, Латвия) — эпизод
11. 1998 — Туфля (латыш. Kurpe, Латвия) — эпизод
12. 2001-2007 — Борозды судьбы (латыш. Likteņa līdumnieki, Латвия) — бабушка на скамейке
13. 2004-2006 — Билет до Риги (латыш. Biļete līdz Rīgai, Латвия) — соседка
14. 2005 — Архангел (англ. Archangel, Великобритания) — Варвара, мать Ани в старости